# Anginon streyi
Anginon streyi är en flockblommig växtart som först beskrevs av Merx., och fick sitt nu gällande namn av I.Allinson och B.-e.van Wyk. Anginon streyi ingår i släktet Anginon och familjen flockblommiga växter. Inga underarter finns listade i Catalogue of Life.